# Ernes
Ernes – miejscowość i gmina we Francji, w regionie Normandia, w departamencie Calvados.
Według danych na rok 1990 gminę zamieszkiwało 266 osób, a gęstość zaludnienia wynosiła 30 osób/km² (wśród 1815 gmin Dolnej Normandii Ernes plasuje się na 625. miejscu pod względem liczby ludności, natomiast pod względem powierzchni na miejscu 581.).